# Колективна валюта
Колективна валюта — валюта, що емітується кількома державами чи міжнародними організаціями і використовувана для міжнародних розрахунків у рамках міждержавних економічних організацій.
Використовується два види:
- Спеціальні права запозичення — світова у безготівковій формі з 1 січня 1970 року.
- Євро — регіональна у монетарній формі з 1 січня 1999 року.

Особливістю колективної валюти є те, що вона випускається не національними банками, а міжнародно-кредитними організаціями або міжнародними банками. Курс валюти визначається за методом кошика валют.